# Desmodium seatonii
Desmodium seatonii là một loài thực vật có hoa trong họ Đậu. Loài này được Greenm. miêu tả khoa học đầu tiên năm 1903.